# Caudebec-lès-Elbeuf
Caudebec-lès-Elbeuf je francouzská obec v departementu Seine-Maritime v regionu Normandie. V roce 2009 zde žilo 9 711 obyvatel. Je centrem kantonu Caudebec-lès-Elbeuf.